# Famille de Marliave
La famille de Marliave est une famille subsistante de la noblesse française de noblesse d'extraction originaire de l'Albigeois dont la filiation prouvée remonte à 1542. 

## Histoire
Jean-Pierre de Marliave, écuyer, sieur de Pontel, chevalier de l'ordre de Saint-Louis, capitaine au régiment de la reine infanterie, obtint le premier avril 1746 un arrêt de la  Cour des comptes de  Montpellier par lequel il fut déclaré « noble et issu de noble race et lignée » en conséquence des titres qu'il avait présentés depuis l'an 1542 ».
La famille de Marliave est admise à l'association d'entraide de la noblesse française, en 1958.

## Généalogie
La filiation prouvée de la famille de Marliave remonte à Gui de Marliave, marié à Catherine de la Gascavie par contrat du 3 février 1542, dans lequel il est qualifié noble. Ils eurent pour fils Philippe de Marliave, également qualifié noble dans son contrat de mariage du 10 juillet 1575 avec Jeanne de Bonnel, d'où postérité.

## Seigneuries
La famille de Marliave posséda les seigneuries de Pontel, de la Pause, de Saint Lieu, de Lafenasse, etc..

## Personnalités

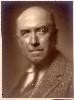
François de Marliave (1874-1953) peintre et illustrateur

- Jean de Marliave, sieur de la Pause, seigneur de Saint-Lieux et de la Fenasse († 1702), premier consul et maire d'Albi[4].
- Augustin de Marliave (1806-1855), député du Tarn ;
- François de Marliave (1874-1953), peintre et illustrateur français ;
- Joseph de Marliave (1873-1914), musicologue français ;
- Charles de Marliave (1885-1969), industriel ;
- Olivier de Marliave, journaliste et écrivain français.
- Michael de Marliave, dit Micode (1999), vidéaste français.

## Alliances
Les principales alliances de famille de Marliave sont : de la Gascavie (1542), de Bonnel (1575), de Serviès (1603), de Brun (1641, de Bermond du Caylar (1687), de Brandouin de Balagnié (1726), de Guilhem du Bourguet (1771), Dupuy (1797), Ardène (1839), Souty, Bardon (1856), Besse de Laromiguière (1894), de Verbigier de Saint-Paul (1885), Puttecotte de Renéville (1917), du Bourg (1902), Vallet de Villeneuve (1931), de Scorbiac (1937), de Garidel-Thoron (1943), Ducasse-Comnène, Saint Gery, Maistre, de Quatrebarbes (1962), de Quinsonas, de Saint-Exupéry de Castillon, Jobez, O'Byrne, von Hubner, Pavin de Lafarge, Roulleau de La Roussière, La Chaisserie, de Thézan.